# 陳明 (嘉靖進士)
陳明（1484年—？年），字继卿，號鵲湖，山东济南府歷城縣人，竈籍。博学工诗，善书法。

## 生平
治《易經》，行二，正德十一年（1516年）山東鄉試第六十九名舉人，年四十歲中式嘉靖二年（1523年）癸未科會試第五十三名，第三甲第七十七名進士。官至浙江按察司佥事，以廉能称。性淡泊，慨然有遁世之思。既罢，著有《水部集》。殁后，门人表其墓，曰八柳先生、鹊湖诗人。

## 家族
曾祖陳翱。祖父陳震。父陳謙，壽官。前母贾氏；母趙氏。严侍下。兄陳聪、弟陳惠。